# نقد استعاری
نقد استعاری (به انگلیسی: Metaphoric criticism) یکی از مکتب‌های تحلیل بلاغی است که در مطالعات ارتباطی و گفتاری استفاده می‌شود. محققانی که از نقد استعاری استفاده می‌کنند، متون را با مکان‌یابی استعاره‌ها در متن و ارزیابی آن استعاره‌ها در تلاش برای درک بهتر روش‌هایی که نویسندگان برای مخاطبان خود جذاب می‌کنند، تحلیل می‌کنند.